# Vladimir Klavdievič Arsen'ev
Vladimir Klavdievič Arsen'ev in russo Влади́мир Кла́вдиевич Арсе́ньев? (San Pietroburgo, 10 settembre 1872 – Vladivostok, 4 settembre 1930) è stato un esploratore, naturalista, cartografo e scrittore russo.

## Biografia
Durante i suoi lunghi viaggi scrisse vari libri, come По Уссурийскому Краю (Po Ussurijskomu Kraju), nel 1921, e Dersu Uzala (in russo Дерсу Узала) nel 1923, in cui descrisse l'Estremo Oriente Russo, il viaggio esplorativo dei militari che egli comandò, in qualità di tenente al servizio dello zar Nicola II, in queste terre, e le gesta del cacciatore Dersu Uzala, che lo guidò per tutto il tragitto e col quale strinse una grande amicizia. Fu inoltre il primo scrittore a descrivere la flora del Kraj Primorskij. Morì a Vladivostok. In questa città è stato creato un museo a lui intitolato, che raccoglie suoi oggetti personali e relativi alle sue esplorazioni. Una città del medesimo kraj, Arsen'ev, prende il suo nome.

## Opere
- По Уссурийскому Краю (Po Ussurijskomu Kraju) (1921).
- Дерсу Узала (Dersu Uzala) (1923).
- Сквозь тайгу (Skvoz taygu) (1930).

### Traduzioni italiane
- Dersu Uzala: il piccolo uomo delle grandi pianure, traduzione di Costantino Di Paola, Sergio Leone, Mursia, Milano, 1977.
- Attraverso la taiga, traduzione di Filippo Boscolo Gioachina, postfazione di Aldo Ferrari, Aspis, Milano, 2024.